# Mystik om et knald på Amager
|  | Denne artikel er oprettet af botten PalnaBot ud fra en ekstern database. Den kan derfor have sproglige fejl eller mangler. Denne skabelon kan fjernes efter kontrol af indholdet. |

Mystik om et knald på Amager er en kortfilm fra 1968 instrueret af Edward Fleming efter manuskript af Edward Fleming.

## Handling
En 4-spaltet overskrift - Mystik om et knald på Amager - gav inspiration til en agentfarce, og et forsøg med parallelhandlinger og filmisk tid.